# 哥斯達黎加—尼加拉瓜關係
哥斯达黎加－尼加拉瓜关系（西班牙语：Relaciones Costa Rica-Nicaragua）是指哥斯达黎加和尼加拉瓜之間历史上及现代的雙邊關係。两国在1838年脱离中美洲联邦共和国后即建立了外交关系，期间曾经出现多次波折。现今存在的領土爭端和移民問題，也在一定程度上影响了双边关系的发展。

## 历史

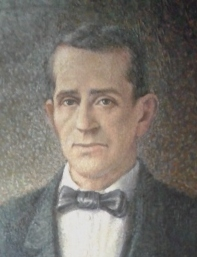
签订《卡尼亞斯-赫雷斯條約》的哥斯达黎加代表何塞·玛丽亚·卡尼亚斯

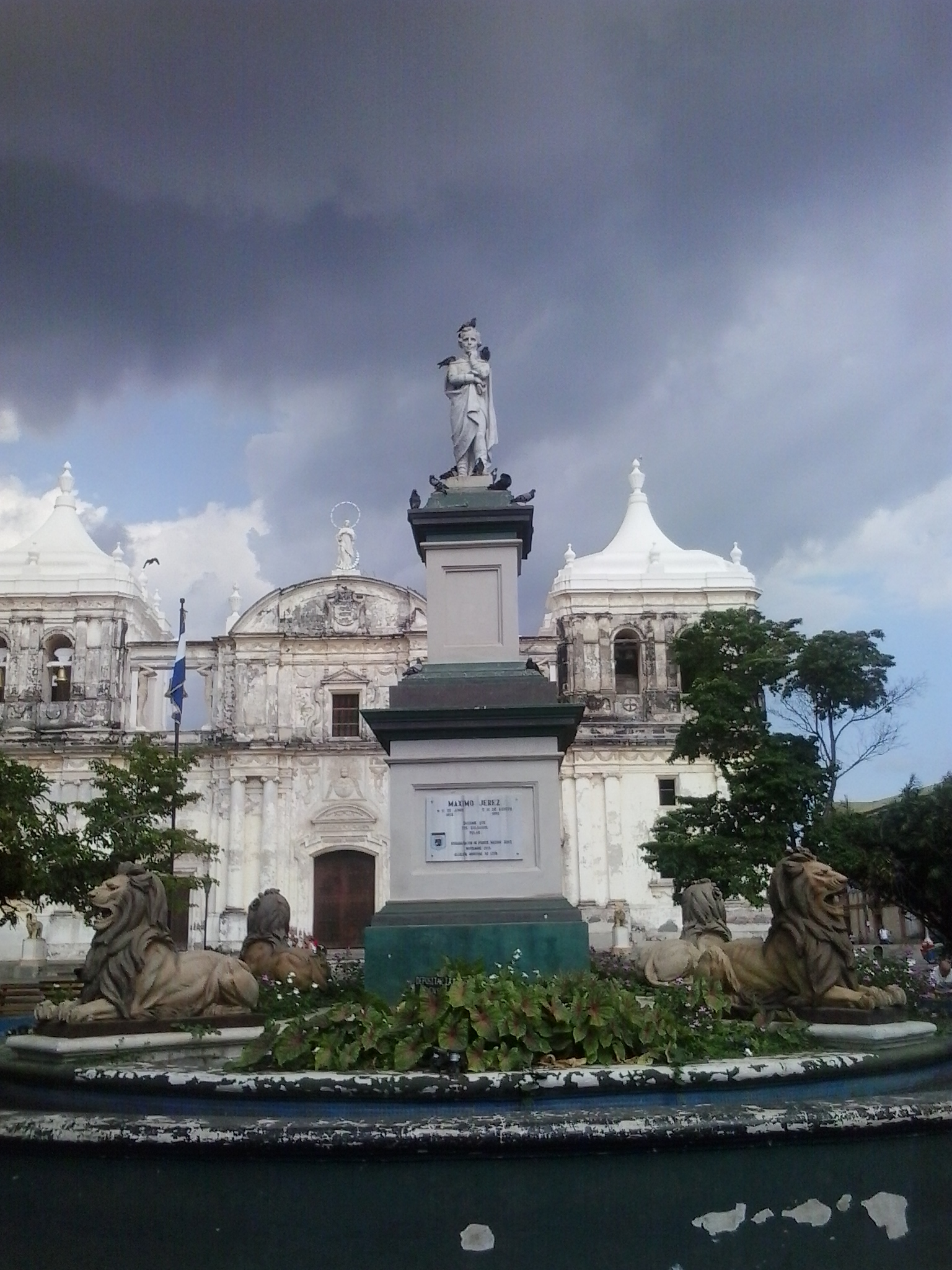
签订《卡尼亞斯-赫雷斯條約》的尼加拉瓜代表马克西莫·赫雷斯

1821年，中美洲各国從西班牙獨立後，哥斯達黎加和尼加拉瓜都曾屬於墨西哥第一帝國，直到1823年，两国才脱离墨西哥第一帝国并加入中美洲联邦共和国。哥斯達黎加於1824年吞併了原属于尼加拉瓜的尼科亞半岛，并在1838年独立后将其改制为瓜纳卡斯特省。在1838年以前，两国一直是中美洲聯邦共和國的一部分，直到1838年解体後，兩國之間的關係成为主權國家之間的关系。1858年4月15日，兩國代表簽署的《卡尼亞斯-赫雷斯條約》界定了當代兩國之間的邊界。

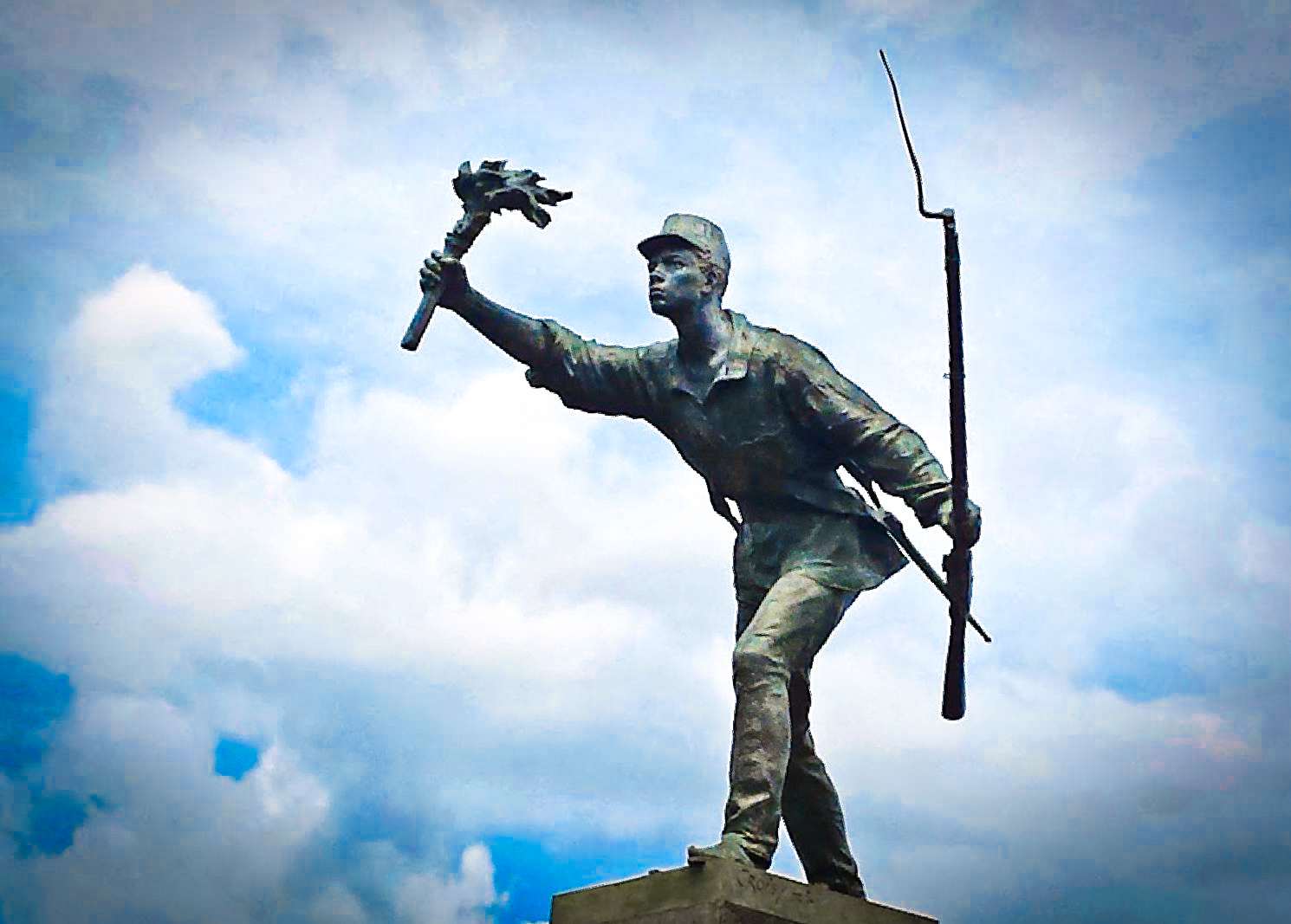
士兵胡安·聖瑪利亞位于阿拉胡埃拉的雕像

1856年，美国冒险家威廉·沃克入侵尼加拉瓜并建立了傀儡政权“沃克拉瓜”，在此期间，沃克曾经希望沃克拉瓜傀儡政权能与哥斯达黎加建立外交關係，哥斯大黎加總統胡安·拉斐爾·莫拉·波拉斯拒絕了他的要求，並向威廉·沃克宣戰。沃克先發制人地派施萊辛格上校侵略哥斯大黎加，但他的軍隊在1856年三月的聖羅莎戰役中被打敗。1856年4月，哥斯大黎加陸軍打入尼拉加瓜領土並在第二次里瓦斯戰役中打敗了沃克的軍隊。在這次戰役中，胡安·聖瑪利亞發揮了關鍵作用，他因此被哥斯大黎加人視為民族英雄。
在1940年代，哥斯達黎加總統拉斐尔·安赫尔·卡尔德隆·瓜迪亚和尼加拉瓜獨裁者安纳斯塔西奥·索摩查·加西亚成為盟友。當卡爾德隆及其继任者特奥多罗·皮卡多·米查尔斯基因在1948年哥斯达黎加内战中被何塞·菲格雷斯·費雷爾推翻被迫流亡時，尼加拉瓜为他提供了政治庇护。索摩查的部隊試圖在1948年和1955年入侵哥斯达黎加來帮助卡尔德隆奪回政權，但皆以失败告终。

## 1979年后的两国关系
1978年，哥斯达黎加總統羅德里戈·卡拉索·奧迪奧允許桑定民族解放陣線游击部队在哥斯达黎加北部開展與安納斯塔西奧·蘇慕薩·德瓦伊萊的戰鬥時，兩國關係再次緊張。哥斯達黎加國民警衛隊因此經常遭遇尼加拉瓜軍隊的襲擊。卡拉索遂於1978年11月宣佈哥斯達黎加與尼加拉瓜斷絕外交關係，並請求美洲國家組織制裁尼加拉瓜。
為了避免哥斯大黎加被捲入尼加拉瓜內戰的泥淖，哥斯大黎加總統路易斯·蒙赫·阿爾瓦雷斯在1983年時拒絕了參與美國在宏都拉斯的軍事演習以及在尼加拉瓜的海軍任務，同時也拒絕參與恢復中美洲防禦理事會。
目前，哥斯大黎加有大約10%的尼加拉瓜裔公民，他們大多是在尼加拉瓜革命期间流亡來的。其中也不乏来自尼加拉瓜的非法移民。

哥斯达黎加和尼加拉瓜之间的争议领土

2010年，為了緩解較大船隻的航行问题，尼加拉瓜政府在圣胡安河开展了疏浚工程，因為這條河屬於尼加拉瓜。但是哥斯大黎加政府發現，尼加拉瓜從河中挖取出的泥沙堆積在哥斯大黎加境內，并向尼加拉瓜政府表示抗议，尼加拉瓜承認這個錯誤，並表示不會再發生。这一事件引起了两国之间长达三年的领土纠纷。另外，雖然尼科亞半岛已於1824年被哥斯大黎加吞併，但尼加拉瓜總統奧蒂嘉曾於2013年宣稱瓜納卡斯特省為尼加拉瓜領土，接管瓜納卡斯特將極大地增加尼加拉瓜可用於勘探石油的大陸架面積，並將尼加拉瓜邊界延伸至哥斯達黎加首都聖何塞70千米以內。這一事件也引發了哥斯大黎加政府的不滿。亦導致兩國關係較為冷漠。近年國際法院對聖胡安河領土糾紛作出相關判決後，兩國關係已有改善。

## 外交机构
- 在尼加拉瓜首都马那瓜设有大使馆，另在奇南德加设有领事馆。

- 尼加拉瓜在哥斯达黎加首都圣何塞设有大使馆，另在萨拉皮基县、克萨达、利蒙设有总领事馆。

## 旅遊

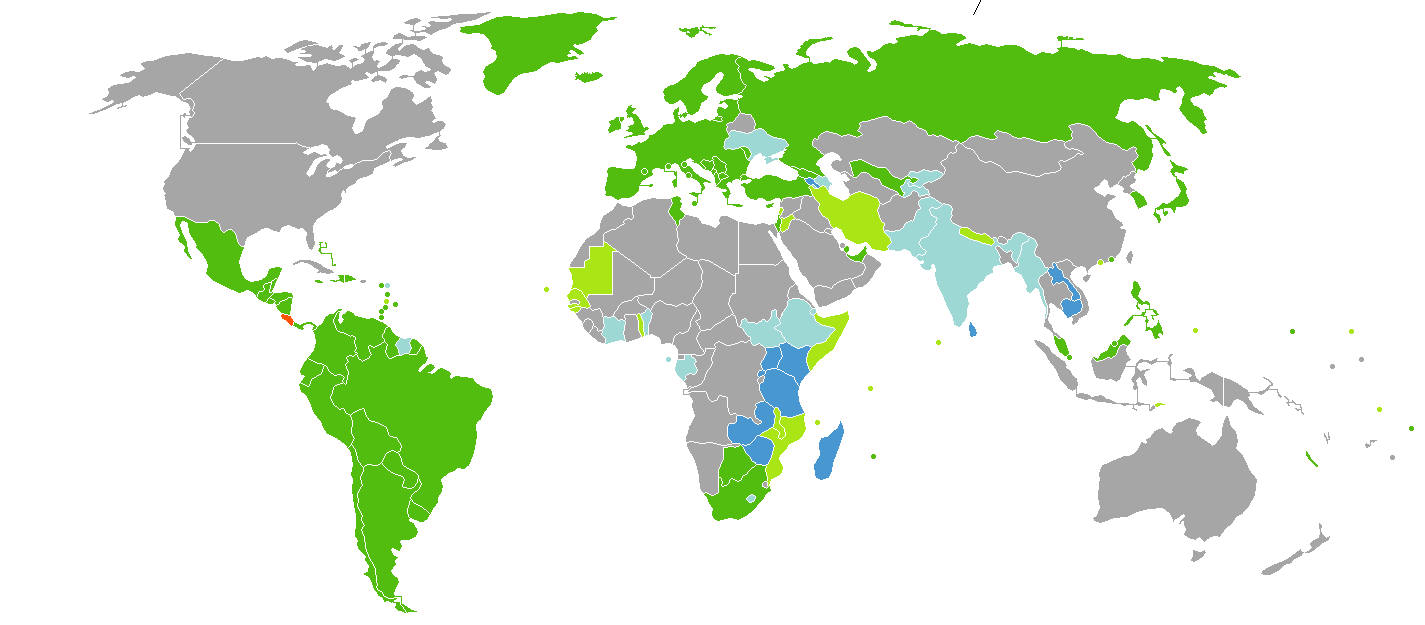
持哥斯大黎加護照的哥斯大黎加人口 可以免簽證的方式入境尼加拉瓜。

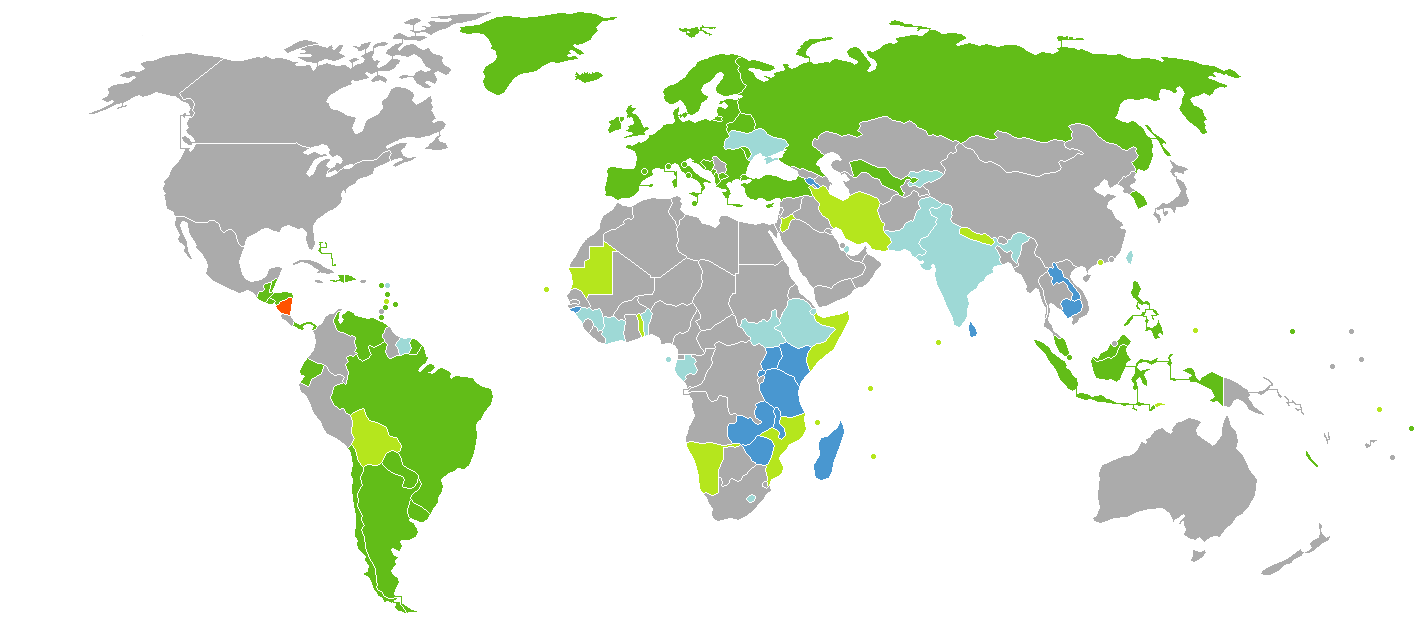
持尼加拉瓜護照的尼加拉瓜公民需要提前申请签证才能入境哥斯达黎加。

### 簽證
- 持有哥斯大黎加護照的哥斯大黎加公民（英语：Demographics of Costa Rica）可以90天免签入境尼加拉瓜[16]。

持尼加拉瓜護照的尼加拉瓜公民必须提前申请签证才能入境哥斯达黎加。
2017年哥斯达黎加共接待尼加拉瓜游客429,990人次，尼加拉瓜是哥斯达黎加第二大旅客来源国；而哥斯达黎加则是尼加拉瓜第三大旅客来源国。